# بی‌واچ: رعد سفید در خلیج یخچال
بی‌واچ: رعد سفید در خلیج یخچال (انگلیسی: Baywatch: White Thunder at Glacier Bay) یک فیلم به کارگردانی داگلاس شوارتز است که در سال ۱۹۹۸ منتشر شد.